# Hemieuxoa obsoleta
Hemieuxoa obsoleta är en fjärilsart som beskrevs av Chen. Hemieuxoa obsoleta ingår i släktet Hemieuxoa och familjen nattflyn. Inga underarter finns listade i Catalogue of Life.